# Ubiratàn D'Ambrosio
Pour les articles homonymes, voir D'Ambrosio.
Ubiratàn d'Ambrosio (né le 8 décembre 1932 à São Paulo et mort le 12 mai 2021) est un enseignant de mathématiques et historien des mathématiques brésilien.

## Carrière
Ubiratàn d'Ambrosio a obtenu son doctorat sous la direction de Juares Ceconi à l'université de São Paulo au Brésil en 1963. Il a pris sa retraite en tant que professeur de mathématiques de l'université d'État de Campinas de São Paulo en 1993, ayant derrière lui une carrière d'enseignant, administrateur, membre du conseil de plusieurs sociétés, dont le Mouvement Pugwash, et écrivain. Il a également siégé à la Commission internationale d'histoire des mathématiques (ICHM) pour cinq ans. Ubiratàn d'Ambrosio est le fondateur de la Société brésilienne pour les mathématiques et l'histoire et du Groupe international d'éthnomathematiciens. Il s'occupe spécifiquement de l'histoire des mathématiques dans le contexte du processus de colonisation.
Conjointement avec Edgar Morin et Basarab Nicolescu, il fonde le Centre international de recherches et études transdisciplinaires (CIRET).

## Publications

### Livres
- (pt) 1996, Educação Matemática: da teoria à prática.  (ISBN 9788530804107)

### Chapitres de livre
- (en-US) 1997, « Ethno Mathematics. Challenging Eurocentrism », in Arthur B. Powell, Marilyn Frankenstein (éd.) Mathematics Education, State University of New York Press, Albany 1997, p. 13-24.
- (en-US) « Historiographical Proposal for Non-Western Mathematics », in Helaine Selin (éd.), Mathematics Across Cultures. The History of Non-Western Mathematics, Kluwer Academic Publishers, Dordrecht, 2000, pp. 79–92.

### Articles
- (pt) « A Busca da paz como responsabilidade dos matemáticos », Cuadernos de Investigación y Formación en Educación Matemática 7 (2011)
- (pt) « A Etnomatemática no processo de construção de uma escola indígena », Em aberto 63 (1994)

## Prix et distinctions
- 2001 : prix Kenneth O. May[4]
- 2005 : médaille Felix-Klein[5]